# Ferreira do Zêzere (gemeente)
Ferreira do Zêzere is een plaats en gemeente in het Portugese district Santarém.
De gemeente heeft een totale oppervlakte van 190 km² en telde 9422 inwoners in 2001.

## Plaatsen in de gemeente
- Águas Belas
- Areias
- Beco
- Chãos
- Dornes
- Ferreira do Zêzere
- Igreja Nova do Sobral
- Paio Mendes
- Pias